# Friedrich Staps

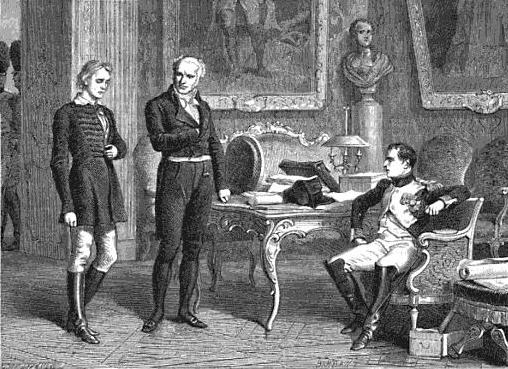
Cesarz Napoleon przesłuchuje Friedricha Stapsa

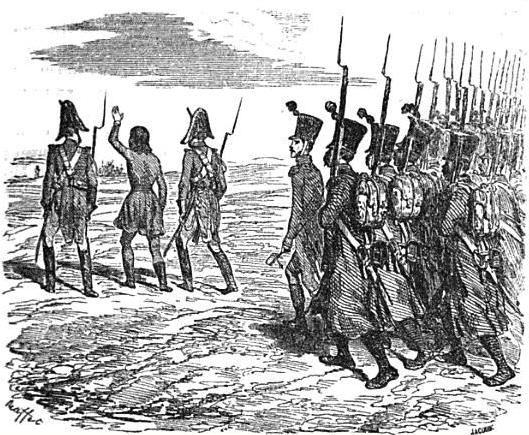
Friedrich Staps i pluton egzekucyjny

Friedrich Staps (także Stapss, Stapß; ur. 14 marca 1792 w Naumburgu, zm. 16 października 1809 w Wiedniu) – niemiecki młodzieniec, uczeń kupiecki, który próbował dokonać zamachu na cesarza Napoleona w wiedeńskim pałacu Schönbrunn, za co został rozstrzelany.

## Życiorys
Friedrich Staps, który w kilku publikacjach jest błędnie określany mianem „austriackiego patrioty”, pochodził z saksońskiego Naumburga, gdzie spędził dzieciństwo. Początkowo chciał zostać kaznodzieją, ale wkrótce zainteresował się zawodem kupca. W wieku 14 lat rozpoczął praktykę handlową w Erfurcie. Kiedy w 1808 roku europejscy monarchowie spotkali się tam na konferencji, Staps był jeszcze jednym z wielbicieli cesarza Francuzów. Ale to się zmieniło, gdy stało się jasne, że Napoleon nie przyniesie Europie oczekiwanego trwałego pokoju. Gdy w 1809 roku zawiązała się V koalicja antyfrancuska i doszło do wojny z Francją, Staps z radością donosił w listach do rodziców o początkowych sukcesach Austriaków. Po zwycięstwie Francuzów i po podpisaniu zawieszenia broni w Znojmie latem 1809 roku postanowił udać się do Austrii, by zamordować Napoleona. Staps zdawał sobie sprawę, że dokonując zamachu, będzie musiał poświęcić własne życie.
Podczas parady wojskowej 12 października 1809 roku w Schönbrunn chciał zabić Napoleona nożem, lecz został aresztowany, ponieważ zbyt wyraźnie zbliżył się do cesarza. Po aresztowaniu Napoleon przesłuchiwał zamachowca, który oświadczył, że chciał go zabić w przekonaniu, że oddaje ojczyźnie i Europie największą przysługę, odrzucając jednocześnie ofertę miłosierdzia od Napoleona. Podobno, choć nie ma na to konkretnego dowodu, cesarz był pod takim wrażeniem tego incydentu, że natychmiast wznowił zawieszone negocjacje pokojowe z Austrią i ograniczył swoje żądania w celu osiągnięcia szybkiego porozumienia, które nastąpiło 14 października 1809 roku (pokój w Schönbrunnie).
Friedrich Staps został skazany na śmierć przez francuski sąd wojskowy i 16 października 1809 roku rozstrzelany na tyłach pałacu Schönbrunn. Jego ostatnie słowa brzmiały: „Niech żyje wolność! Niech żyją Niemcy! Śmierć tyranowi!”.